# Protium serratum
Protium serratum är en tvåhjärtbladig växtart som först beskrevs av Nathaniel Wallich och Henry Thomas Colebrooke, och fick sitt nu gällande namn av Adolf Engler. Protium serratum ingår i släktet Protium och familjen Burseraceae. Inga underarter finns listade i Catalogue of Life.